# Une riche nature
Pour plus de détails, voir Fiche technique et Distribution.
Une riche nature (titre original : Mother's Joy) est un film muet américain, réalisé par Ralph Ceder, sorti le 23 décembre 1923.

## Synopsis
Stan Laurel sème de désordre dans l'aristocratie

## Fiche technique
- Titre original : Mother's Joy
- Titre français : Une riche nature
- Réalisation : Ralph Ceder
- Photographie : Frank Young
- Producteur : Hal Roach
- Société de distribution : Pathé Exchange
- Pays de production :  États-Unis
- Langue : anglais
- Format : Noir et blanc — 35 mm — 1,33:1 — Muet
- Genre :
- Durée : 23 minutes
- Date de sortie :
  - États-Unis : 23 décembre 1923

## Distribution
- Stan Laurel - Magnus Dippytack/Basil Dippytack, son fils
- Ena Gregory - Maid
- Mae Laurel - Miss Flavia de Lorgnette
- James Finlayson - Baron Buttontop
- Jack Ackroyd - Attorney McFumble
- William Gillespie - un invité
- Helen Gilmore - Dippy
- George Rowe - Waiter
- Charlie Hall - un invité
- Joe Bordeaux
- Charles Lloyd
- Earl Mohan
- Laura Roessing
- Glenn Tryon
- 'Tonnage' Martin Wolfkeil

## Sources
- DVD «  Stan Laurel - 16 courts métrages - 1923-1925 », 2008 - publié par MK2